# Лукино (станция)
Лукино́ — станция Большого кольца Московской железной дороги на окраине посёлка станции Лукино городского округа Истра Московской области, по объему работы является промежуточной и отнесена к 5 классу.
Станция имеет 4 пути — по одному с каждой стороны от главных путей. Юго-восточный путь №4 является тупиком с южной стороны станции. Северо-западный путь №3 в хорошем состоянии, проходной. Ранее на станции был также ещё один юго-восточный путь №6.
Платформа на станции единственная, островная, низкая, расположенная между путём №3 и I главным путём на Кубинку. Электропоезда прибывают и отправляются только с главного пути (для этого на концах станции расположены съезды). На платформе находится павильон, две таблички с названием станции и расписание электропоездов. В десяти метрах от северного конца платформы находится станционное здание. У юго-восточного разобранного пути находится заросшая старая платформа.
Пассажиропоток на станции мал (собственно, как и на многих других платформах Большого Кольца. Пригородное сообщение с 2023 года обслуживает электродепо «Куровская и Домодедово», ранее — электродепо «Нахабино» и «Апрелевка» и В обоих направлениях ежедневно следует по 3 шестивагонных и четырёхвагонные электропоезда. Время в пути: до пл. 165 км (пересадка на ст. Манихино-1) — 7 минут, до ст. Манихино-1 (ч-з Манихино-2) — 28 минут, до ст. Кубинка-1 — 50 минут.

## Галерея

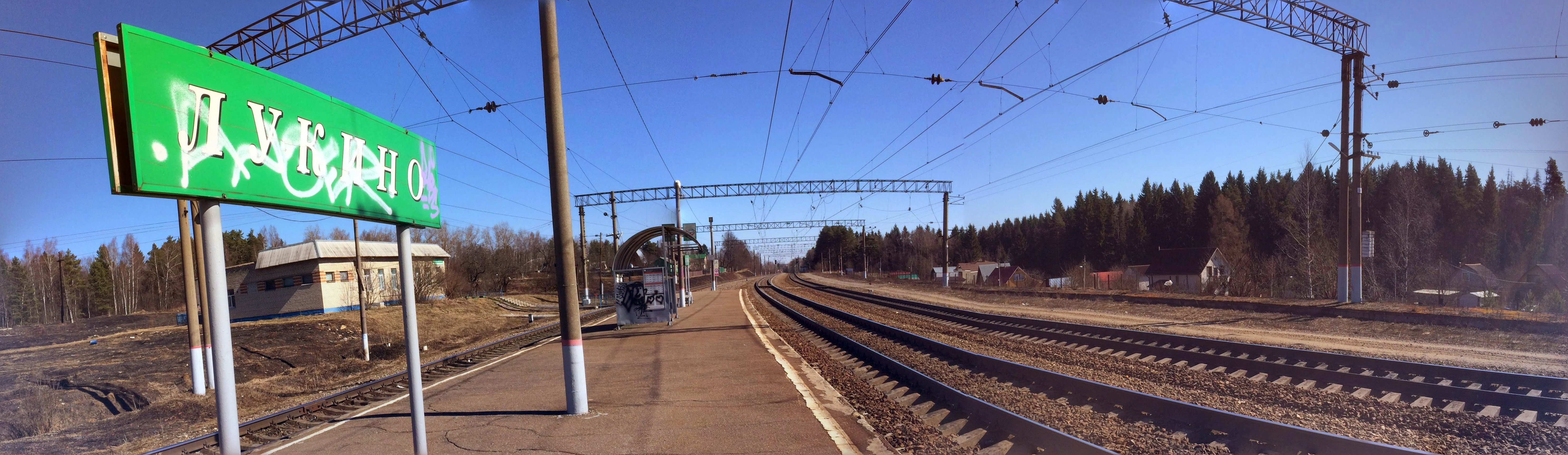
Панорамный вид на северо-восток с платформы

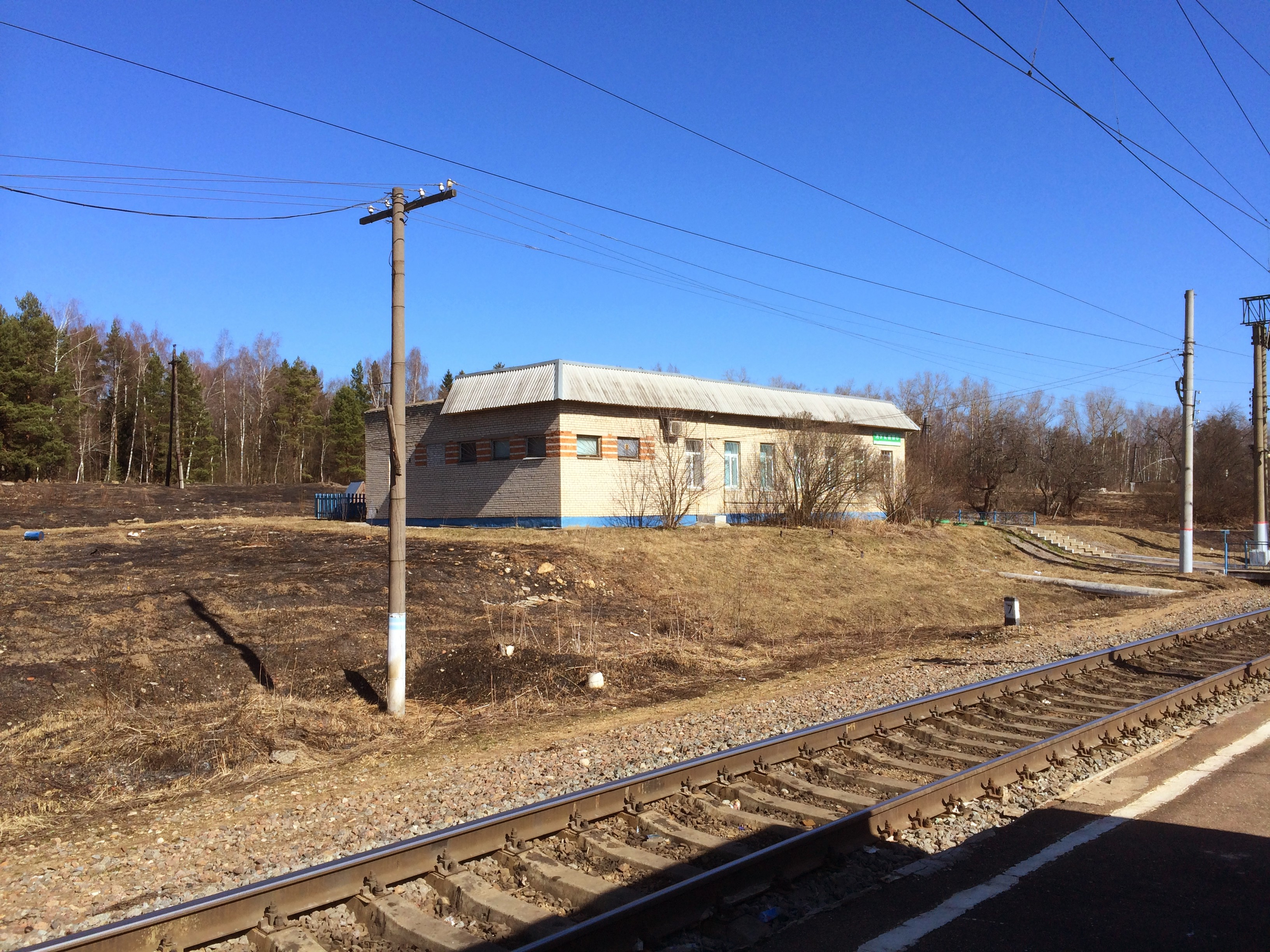
Станционное здание, вид с платформы
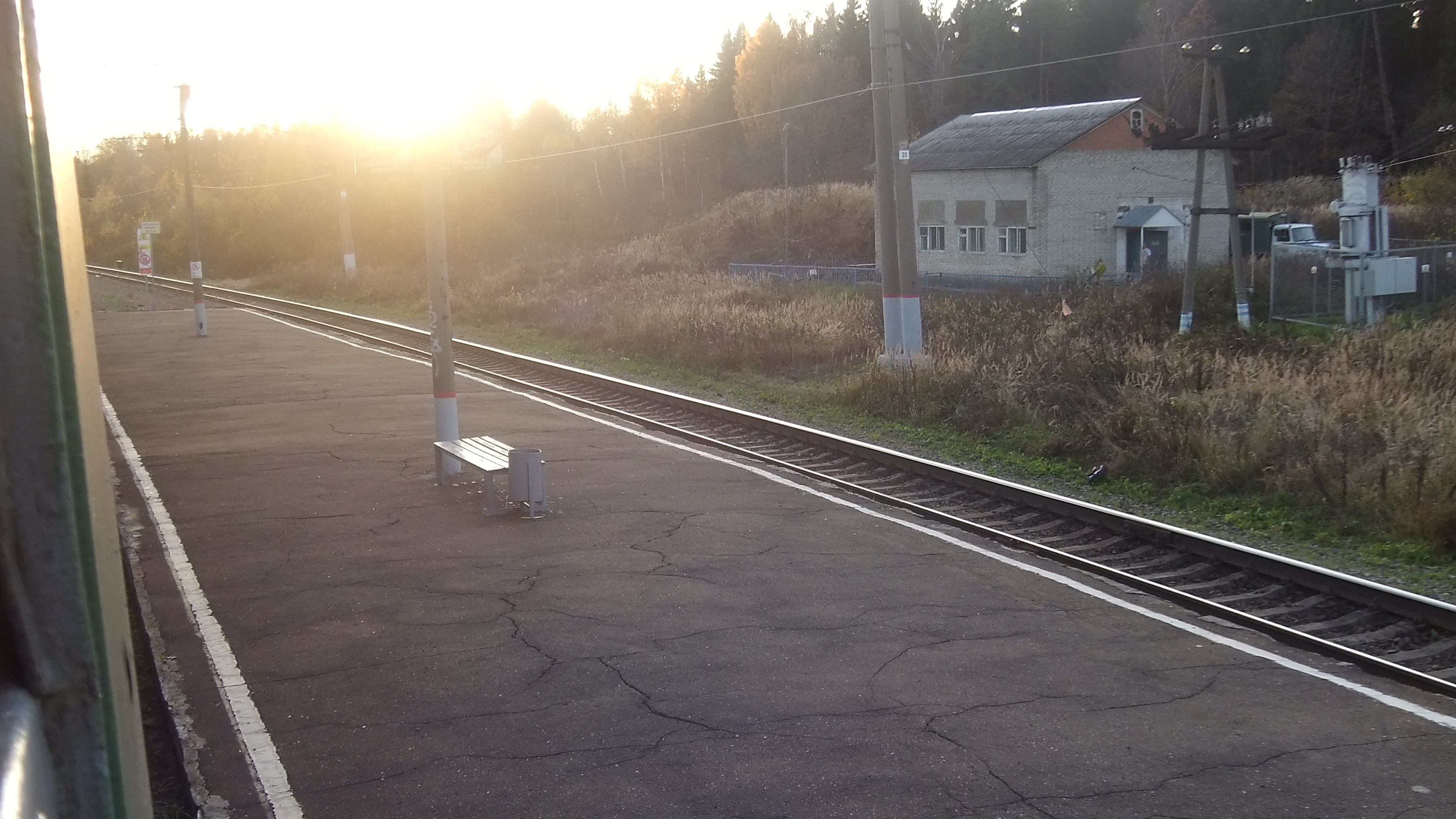
Вид на юг из электропоезда
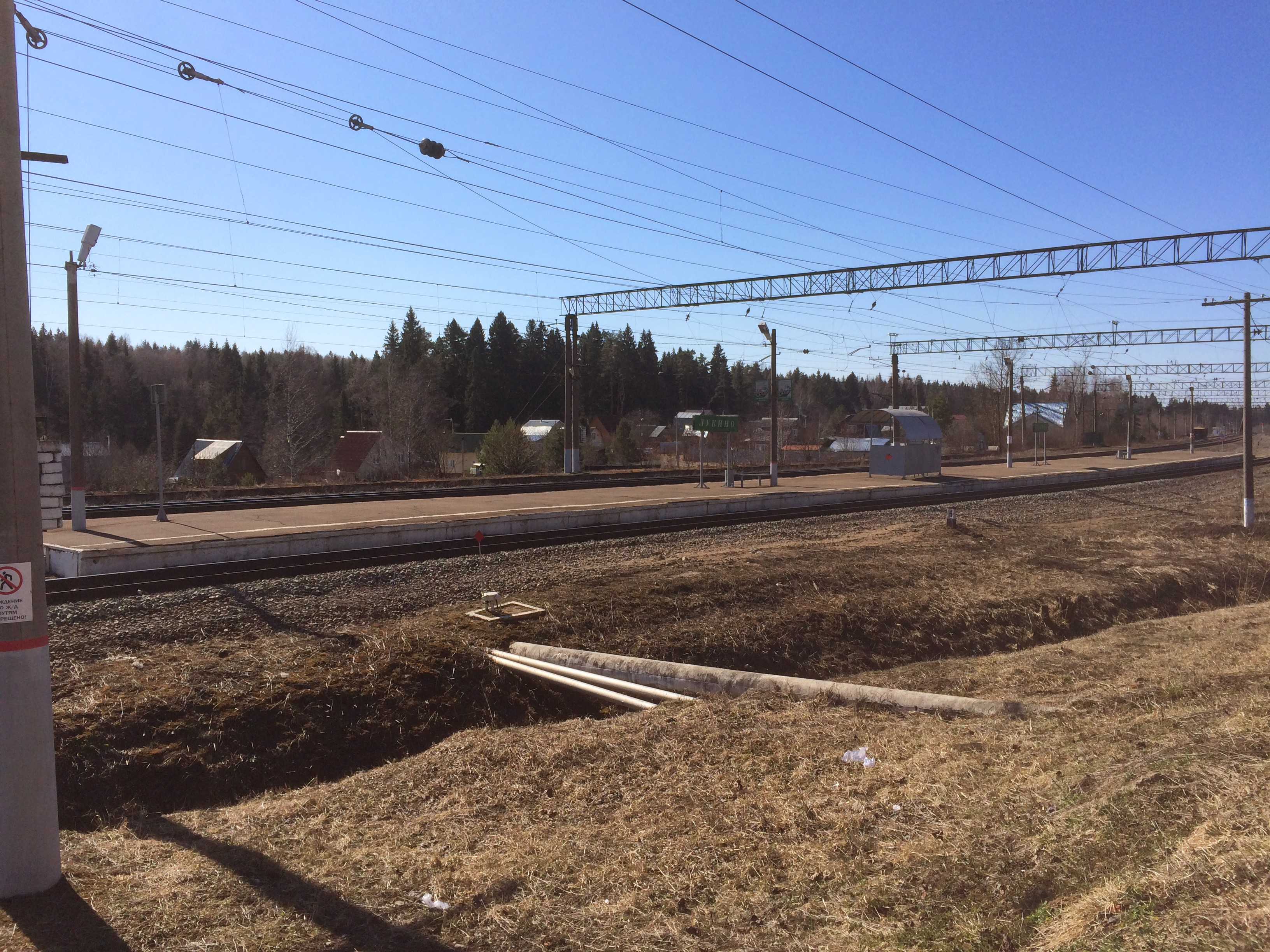
Вид на платформу с севера
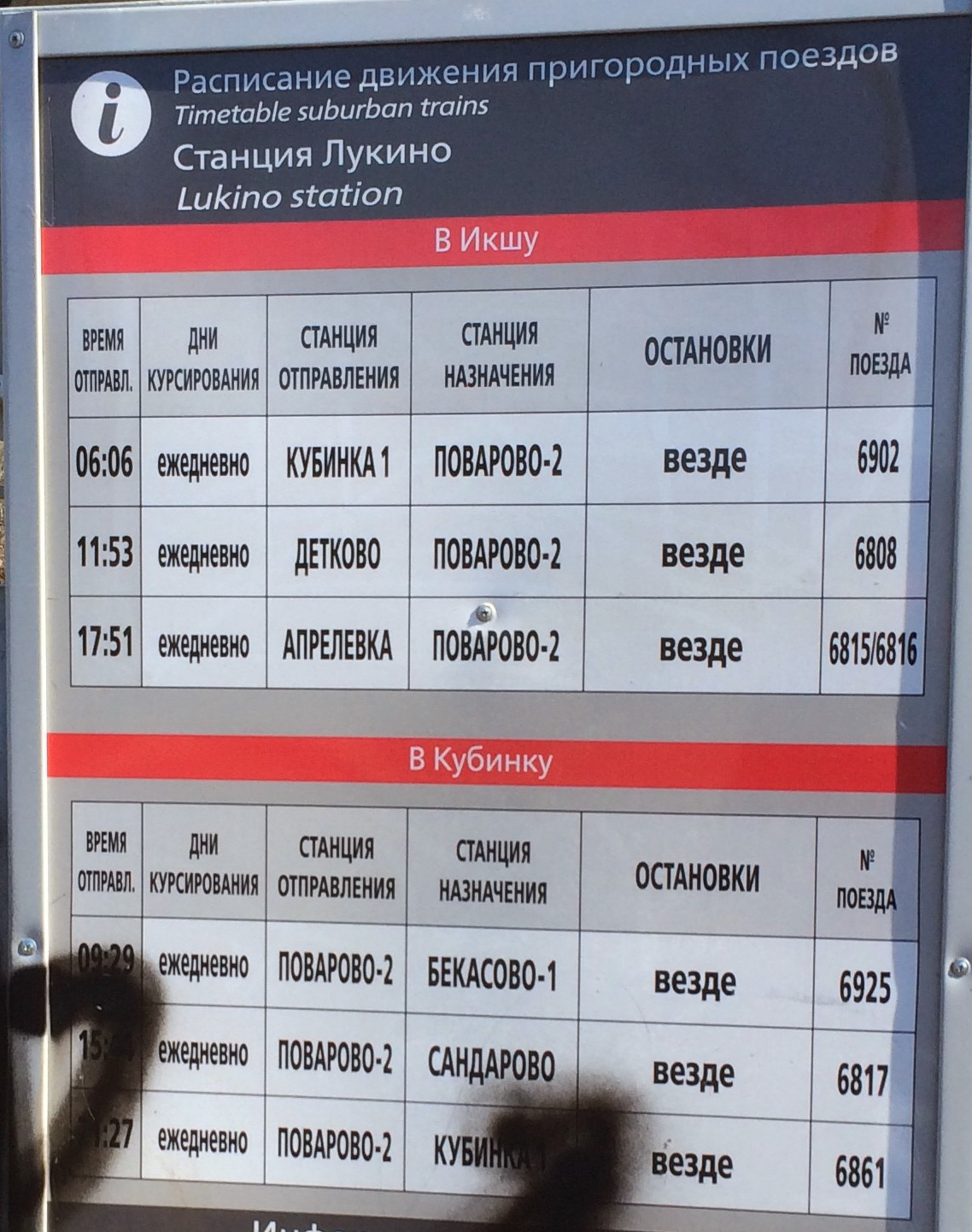
Расписание 2013-2014
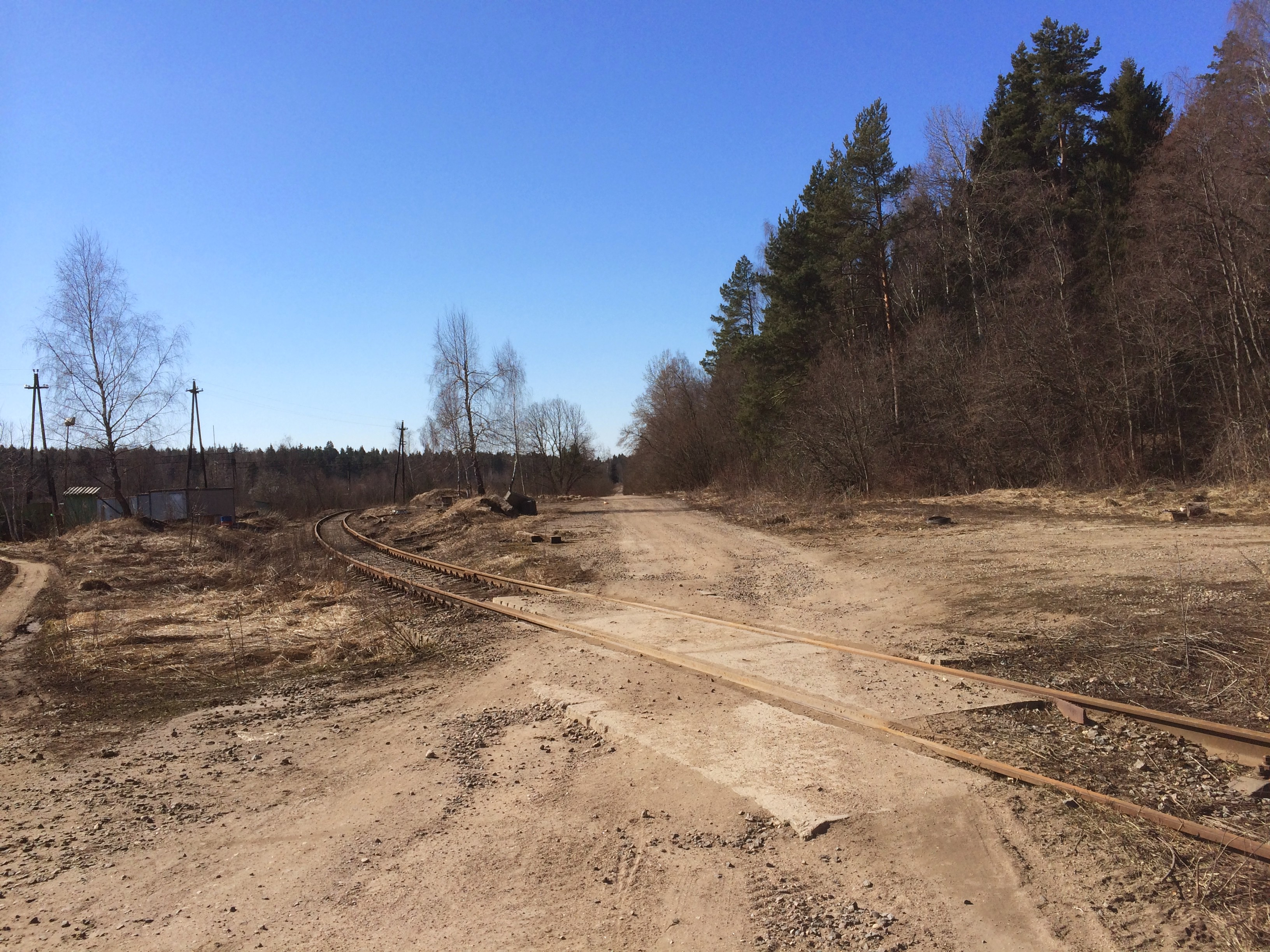
Подъездной северо-западный путь к военной части 63002